# Valle di Hula
La valle di Hula (in ebraico עמק החולה‎?, Hemek HaHula) è una valle situata nell'alta Galilea, nel nord di Israele. Delimitata ad est dalle alture del Golan, a nord dal Monte Hermon ad ovest dai monti di Naftali ed a sud dal Mar di Galilea, è solcata dal fiume Giordano, il quale funge da immissario e da emissario del lago di Hula, prosciugato negli anni '50 dopo decenni di progettazione e dibattito; questa zona rappresentava il principale bacino d'acqua dolce della regione.
Il centro principale è la città di Kiryat Shmona. L'intera valle ospita una popolazione di circa 40.000 abitanti.
L'economia è prevalentemente agricola, grazie all'abbondanza di acqua dolce.
La valle ospita una riserva naturale.

## Galleria d'immagini

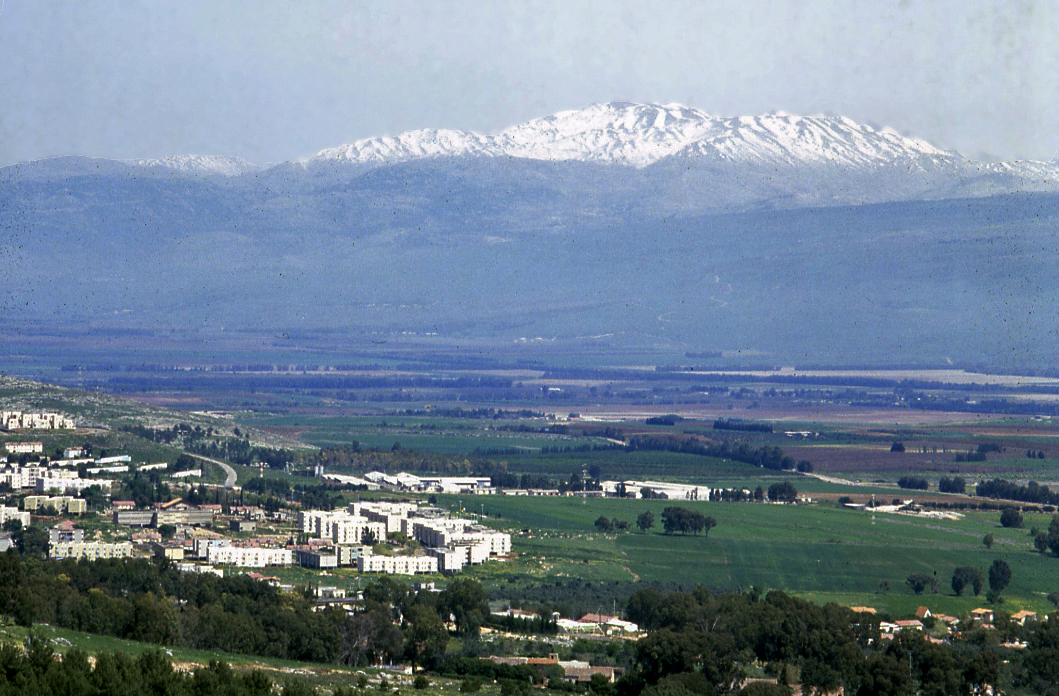
La parte settentrionale della valle, sovrastata dal Monte Hermon.
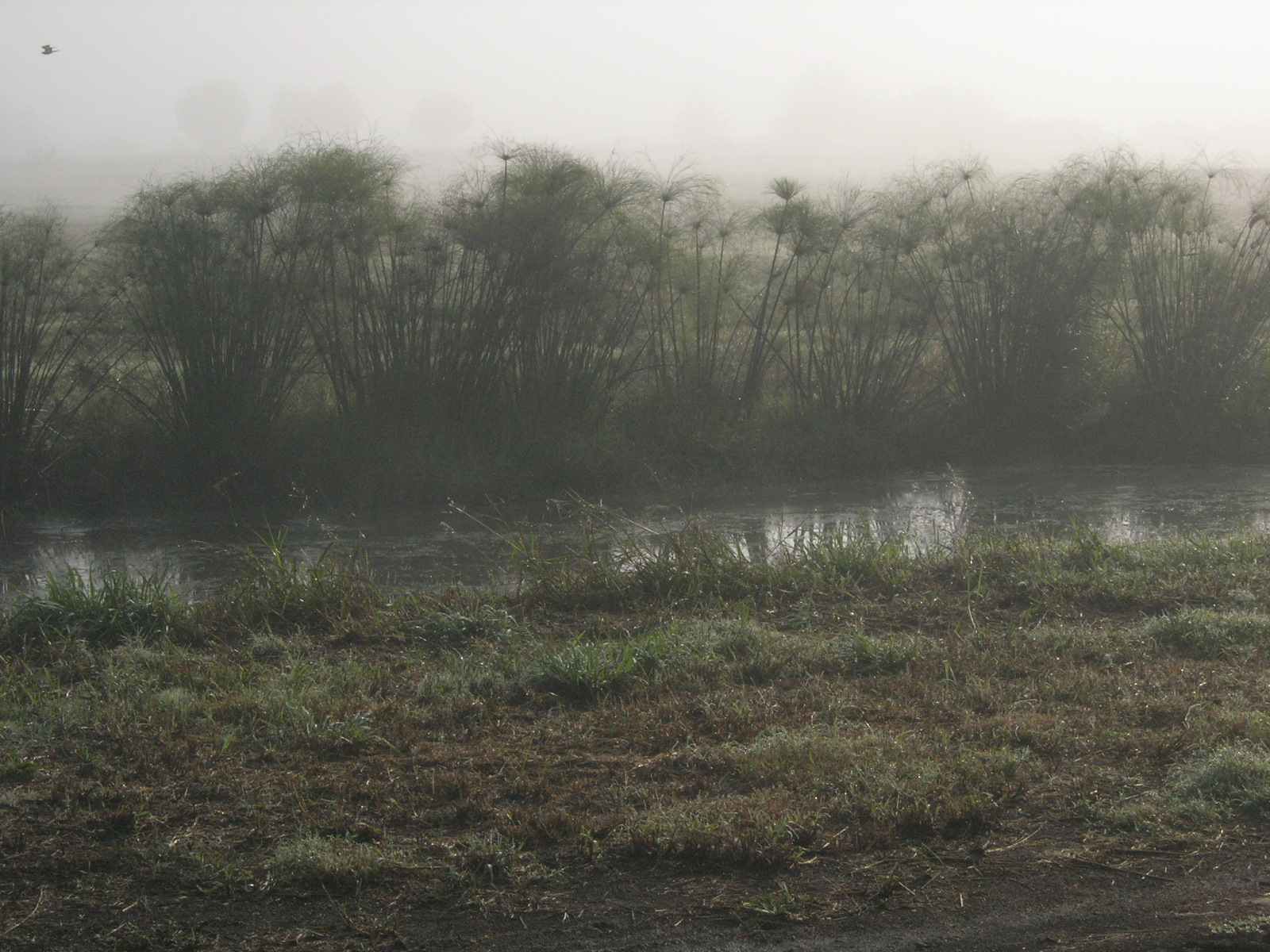
Piante di papiro.
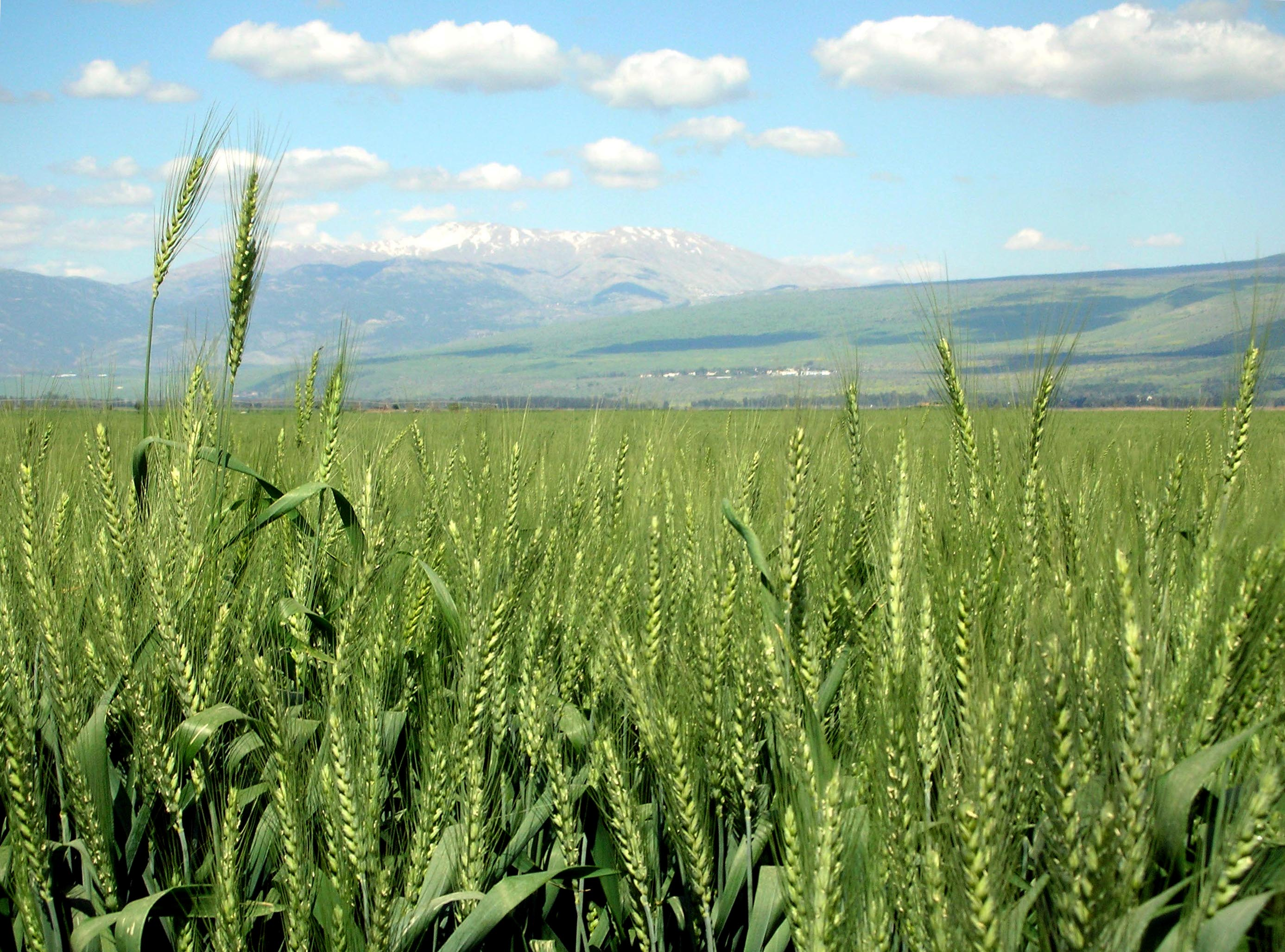
Coltivazione di grano.
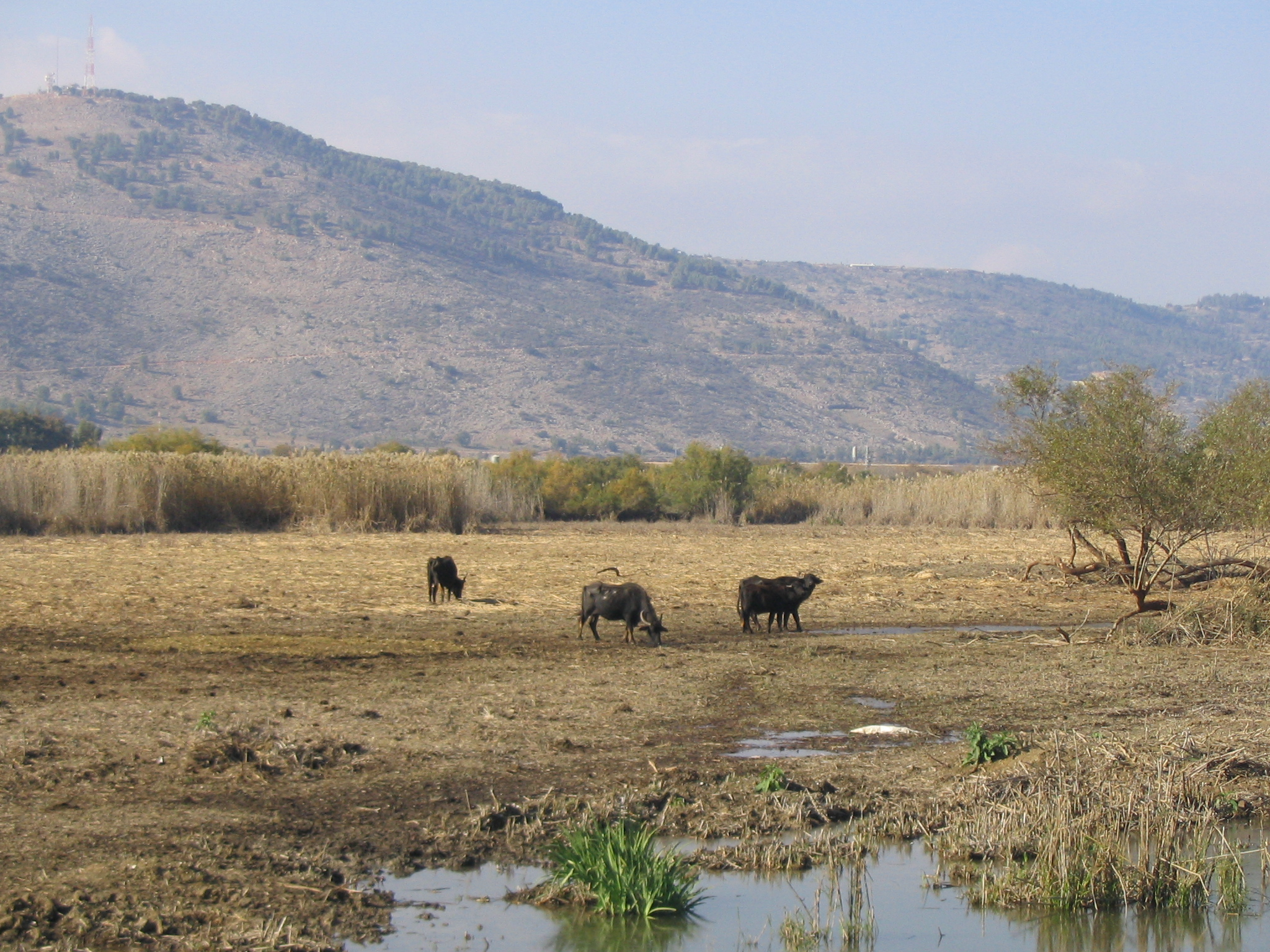
Bufali d'acqua al pascolo nella valle
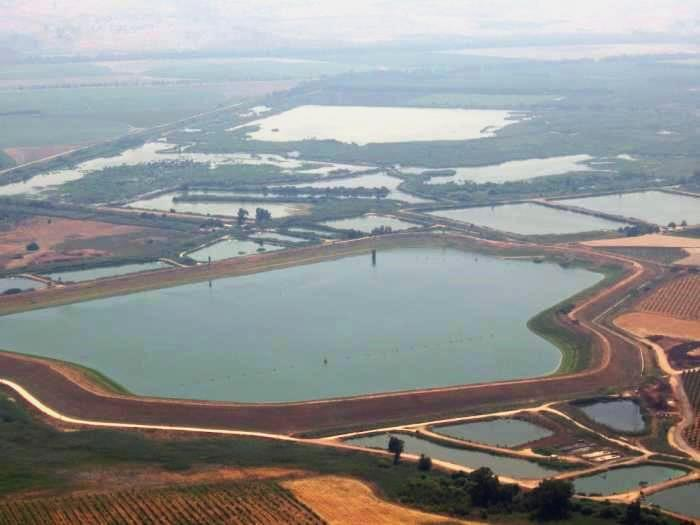
Bacini di acqua dolce.
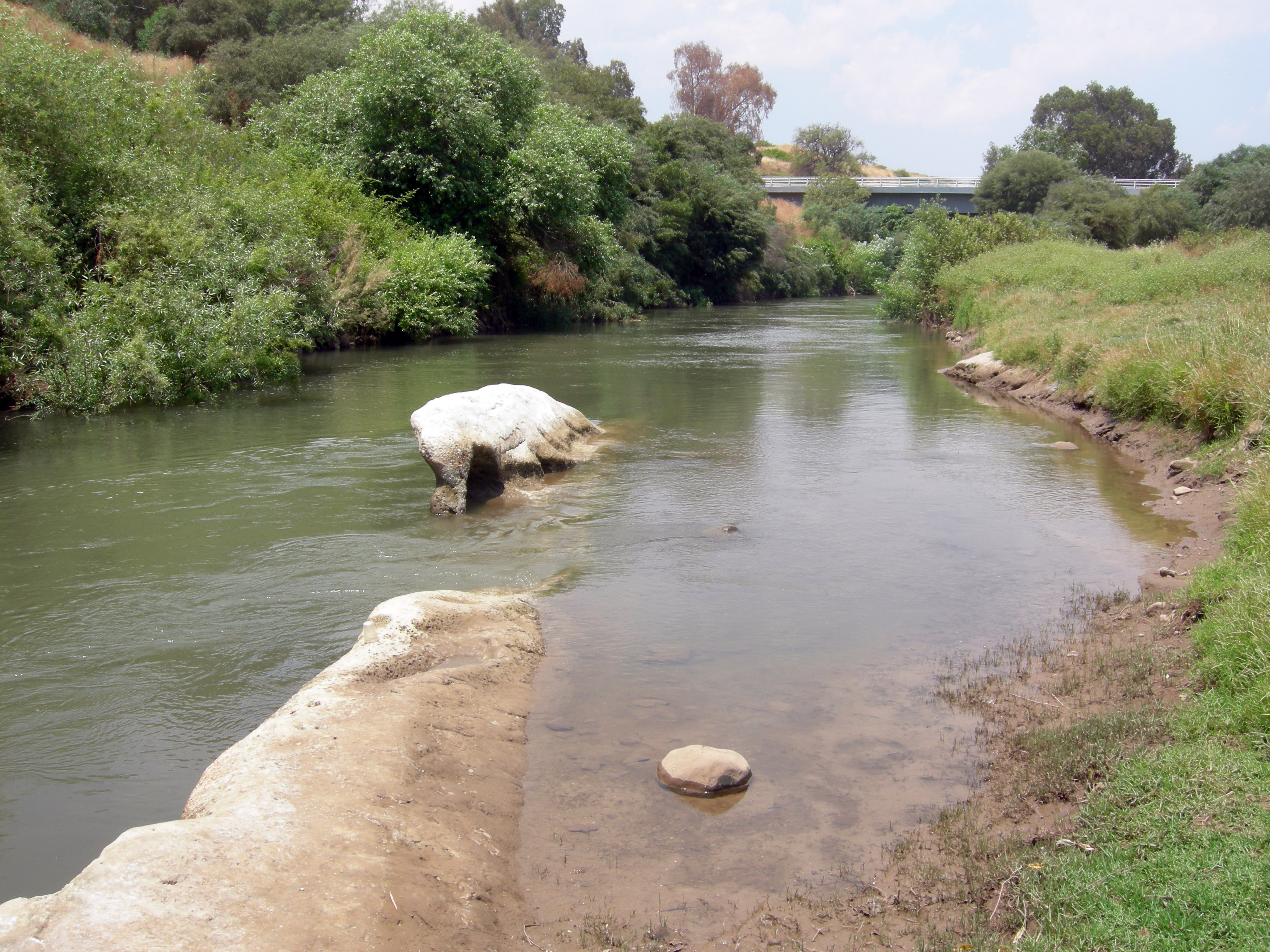
Il fiume Giordano